# Nazionale femminile under 17 di calcio della Corea del Nord
La nazionale Under-17 di calcio femminile della Corea del Nord è la rappresentativa calcistica femminile internazionale della Corea del Nord formata da giocatrici al di sotto dei 17 anni, gestita dalla Federazione calcistica della Corea del Nord.
Come membro dell'Asian Football Confederation (AFC) partecipa al campionato mondiale FIFA Under-17; non è previsto un campionato continentale in quanto il torneo è riservato a formazioni Under-16, tuttavia i risultati ottenuti nel campionato asiatico di categoria sono utilizzati per accedere al mondiale con una squadra Under-17.
Grazie a tre vittorie, nelle edizioni di Nuova Zelanda 2008, Giordania 2016 e Repubblica Dominicana 2024, oltre al secondo posto ad Azerbaigian 2012, ottenute al Campionato mondiale femminile di calcio di categoria, è la selezione più vincente nella storia della competizione.

## Partecipazioni ai tornei internazionali

### Piazzamenti ai Mondiali Under-17
- 2008: Campione
- 2010: Quarto posto
- 2012: Secondo posto
- 2014: Fase a gironi
- 2016: Campione
- 2018: Quarti di finale
- 2022: Non qualificata
- 2024: Campione

### Piazzamenti in Coppa d'Asia Under-17
- 2005: Non qualificata
- 2007: Campione
- 2009: Secondo posto
- 2011: Secondo posto
- 2013: Secondo posto
- 2015: Campione
- 2017: Campione
- 2019: Secondo posto
- 2024: Campione